# Nörd-Vangen
Nörd-Vangen är en sjö i Strömsunds kommun i Ångermanland och ingår i Ångermanälvens huvudavrinningsområde. Sjön är 9,8 meter djup, har en yta på 1,49 kvadratkilometer och befinner sig 213,2 meter över havet. Sjön avvattnas av vattendraget Åsjöbäcken.

## Delavrinningsområde
Nörd-Vangen ingår i det delavrinningsområde (709020-152943) som SMHI kallar för Utloppet av Nörd-Vangen. Medelhöjden är 256 meter över havet och ytan är 12,46 kvadratkilometer. Det finns ett avrinningsområde uppströms, och räknas det in blir den ackumulerade arean 30,83 kvadratkilometer. Åsjöbäcken som avvattnar avrinningsområdet har biflödesordning 4, vilket innebär att vattnet flödar genom totalt 4 vattendrag innan det når havet efter 168 kilometer. Avrinningsområdet består mestadels av skog (68 procent). Avrinningsområdet har 1,49 kvadratkilometer vattenytor vilket ger det en sjöprocent på 12 procent. Bebyggelsen i området täcker en yta av 0,18 kvadratkilometer eller 1 procent av avrinningsområdet.